# Anisostachya perrieri
Anisostachya perrieri är en akantusväxtart som beskrevs av Raymond Benoist. Anisostachya perrieri ingår i släktet Anisostachya och familjen akantusväxter. Inga underarter finns listade i Catalogue of Life.